# Schulwandbild

„Tabak“ – Schulwandbild aus der Reihe „Ausländische Kulturpflanzen“, 1892

Schulwandbilder sind großformatige, zu Unterrichtszwecken im Klassenraum aufzuhängende Bilder, die mit eindrücklichen und anschaulichen Darstellungen Lerninhalte verschiedener Themengebiete vermitteln sollen. Die Blütezeit dieser Wandbilder reichte vom letzten Drittel des 19. bis Mitte des 20. Jahrhunderts. Zu dieser Zeit gehörten die Bilder zur Standardausstattung an Schulen verschiedener Schulformen, insbesondere an Volksschulen.
Nach der Entwicklung technischer Verfahren zur Bildherstellung und -präsentation sind die Schulwandbilder heute weitestgehend aus dem Unterricht verschwunden.

## Geschichte

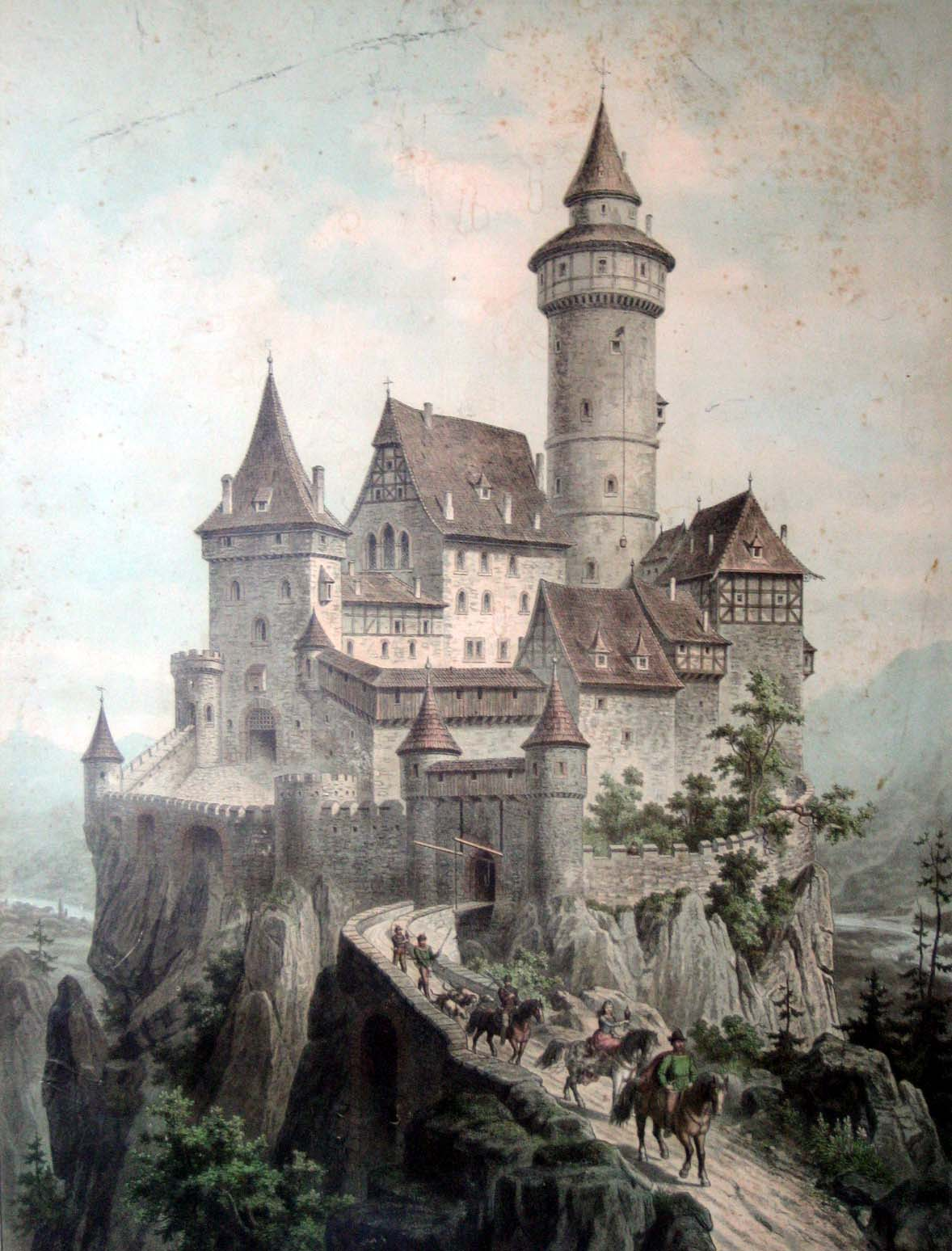
Ritterburg, aus Adolf Lehmanns kulturhistorischen Bildern, 1880

Dem Schulwandbild vorausgegangen war die Bebilderung schulischer Sachbücher mit der Absicht, die relevanten Inhalte anschaulicher zu machen. Wichtiger Ausgangspunkt war die Orbis sensualium pictus, die 1658 von dem Bischof der böhmischen Brüdergemeinden und Pädagogen, Johann Amos Comenius, entwickelt wurde. Den Beginn des eigentlichen Schulwandbildes sieht man in der Entstehung der sogenannten Basedowschen Kupferstiche im Jahre 1774. Bei diesen Kupferstichen handelt es sich um vierteilige Kupfertafeln in Buchform oder einzelnen Handbildern, die im schulischen Unterricht verwendet wurden. Wesentliche Neuerung dieser Kupferstiche ist die Ausweitung der bildlichen Darstellung. Erstmals wurden auch Szenen aus der alltäglichen ländlichen Lebenswelt dargestellt und auf die ausschließlich religiöse Unterweisung, die noch in der Orbis sensualium pictus grundlegend war, verzichtet. Diese thematische Öffnung ist vor allem in Zusammenhang mit den Ideen der Aufklärung zu betrachten.
Mit Erfindung und Verbreitung der Lithografie wurde es um das Jahr 1800 technisch möglich und ökonomisch erschwinglich, große, der ganzen Klasse sichtbare Bilder für den Unterricht in der erforderlichen hohen Stückzahl herstellen zu lassen. In der zweiten Hälfte des 19. Jahrhunderts löste sich die bis dahin vorherrschende enge Verflechtung der Schulbuchillustration und der Wandbilder zunehmend auf und Schulwandbilder gewannen einen eigenen didaktisch-methodischen Status neben dem Schulbuch. Zu dieser Zeit begann die Blütezeit dieses Mediums. Begünstigt wurde diese Entwicklung durch die pädagogischen Vorstellungen der Herbartianer. 
Die Wandbilder wurden meist von weniger bekannten Künstlern unter der Anleitung von Pädagogen entworfen. Die Wandbildverlage – wie beispielsweise Wachsmuth in Leipzig oder C. C. Meinhold & Söhne in Dresden – stellten oft ganze Serien her. 
Die Blütezeit des Schulwandbildes war zwischen den Jahren 1880 und 1920, in der Zeit nach den „Gründerjahren“ im deutschen Kaiserreich. Durch die Expansion der Klassengrößen und die Veränderung der schulischen Bauten hatte sich das Format der Bilder noch einmal vergrößert und auch das Themenspektrum wurde inhaltlich erwe Verbunden war mit den Schulwandbildern gelegentlich die Gefahr der Ideologisierung, ohne dass die Beeinflussung auf den ersten Blick zu erkennen gewesen wäre: Während der Zeit des Nationalsozialismus vertraten grundsätzlich Germanen das Ideal des heldenhaften, siegreichen Kämpfers. Auch Darstellungen von bestimmten Personengruppen, beispielsweise Bauern,  „im Sinne von Charakter- und Rassenstudien“ tauchten verstärkt auf, etwa in Form von „Porträts oder auch Trachtendarstellungen“. Neben den Wandbildern, die offensichtlich nationalsozialistische Symbole beinhalteten, gab es eine ganze Reihe von Exemplaren, die auf den ersten Blick neutral erschienen. Diese enthielten in der Regel Kommentare und Handreichungen für den Lehrer, die vor allem während der Kriegsjahre voll von propagandistischer Aggressivität waren. 

## Ab 1950
Durch die zunehmende Verwendung technischer Verfahren wie die Projektion von Dia, Film oder Folie sowie durch die Verwendung von gedruckten Bildmaterialien für die Hand des Schülers büßte das Schulwandbild seit der zweiten Hälfte des 20. Jahrhunderts seine zentrale Bedeutung im Unterricht ein. Nur noch wenige Wandbildserien erschienen auf dem Markt und Fotografien traten an die Stelle der künstlerisch gestalteten Wandbilder.
Seit 2000 haben Beamer und elektronisches interaktives Whiteboard die Schulwandkarten und Schulwandbilder verdrängt.

## Formate und Qualität
Die Wandbilder lagen nicht nur in unterschiedlichen Qualitäten, sondern auch in unterschiedlichen Größen vor. Jeder Verlag verwendete dabei seine Maße, die zwischen 115 × 160 Zentimeter und 32 × 42 Zentimeter lagen. Selbst bei den Wandbildern, die nach dem Zweiten Weltkrieg hergestellt wurden, waren die Größen der Wandbilder nicht normiert. 
Die Schulwandbilder wurden im Unterricht oft beansprucht, daher mussten sie besonders haltbar sein. Gleichzeitig mussten sie aber für die Schulen erschwinglich bleiben. Diesen beiden Anforderungen kamen die Hersteller entgegen, indem sie Wandbilder in unterschiedlichen Qualitäten anboten. Neben den billigen Papierdrucken gab es die Bilder auch aufgezogen auf Leinwand, Papier, Lederpapier, Karton und Pappe. Die Leinwandbilder gab es wahlweise mit Ösen oder mit Stäben. Abhängig vom Material gab es weitere Varianten, beispielsweise konnte bei Karton ein Rand dazu gewählt werden. Vor allem ärmere Schulen besorgten sich die günstigsten Wandbildausführungen und präparierten diese selber für einen dauerhaften Gebrauch. Die preiswerten Wandbilder wurden auf alle erdenklichen Materialien aufgezogen, mit schonenden Randstreifen beklebt oder sogar umnäht. Auch wurden sie auf einfache Holzleisten genagelt, erhielten Haken oder andere Vorrichtungen zum Aufhängen.

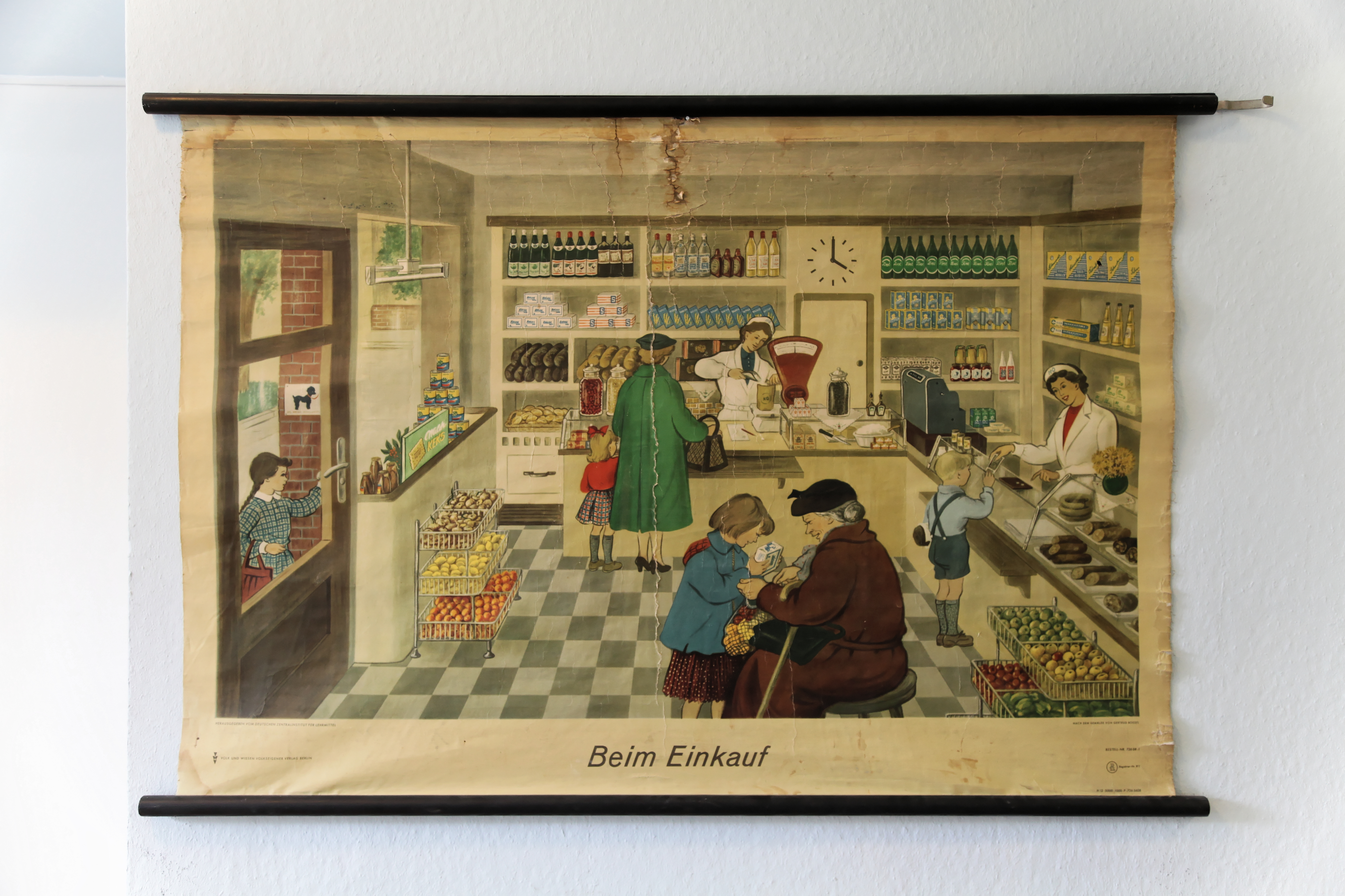
Beim Einkaufen
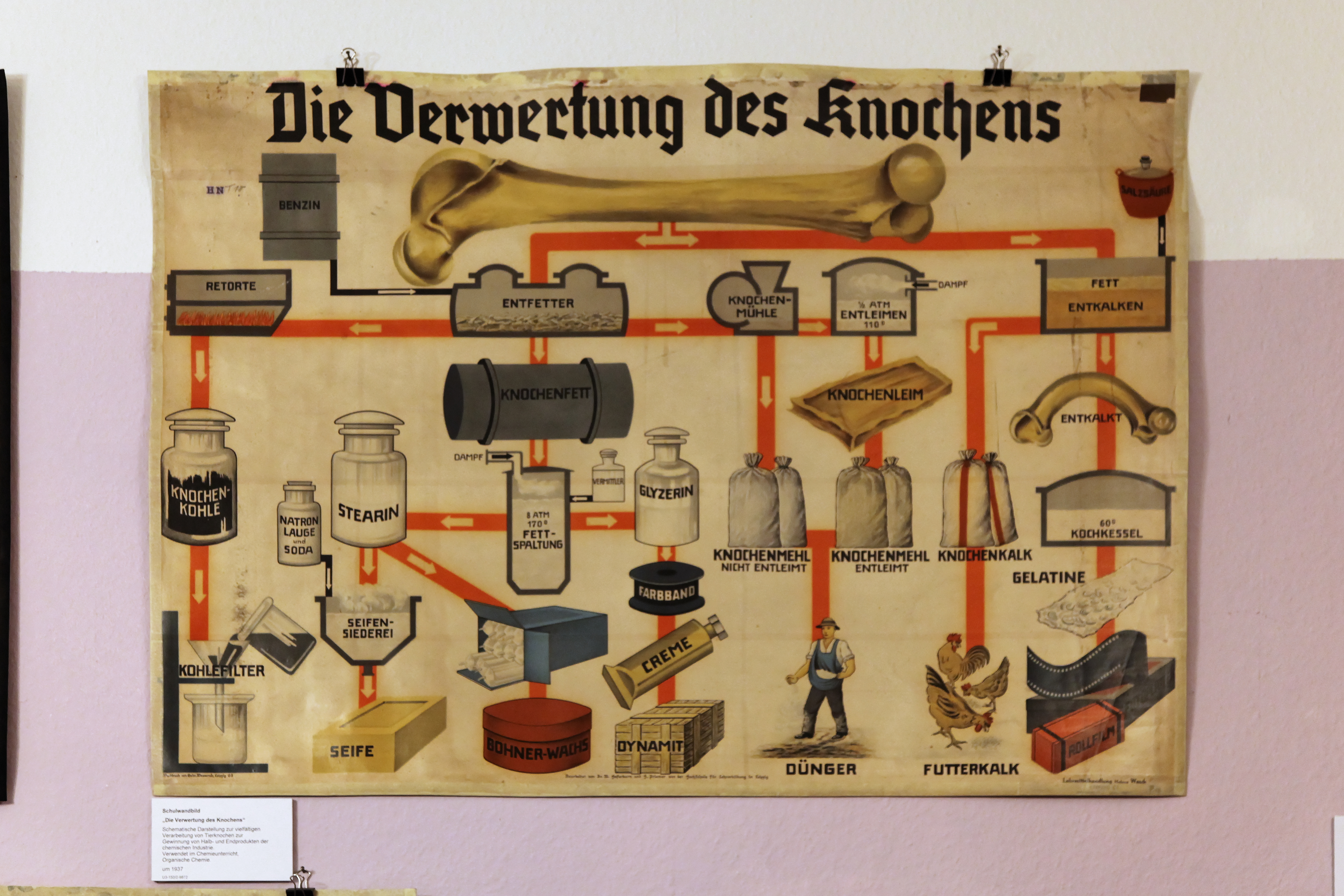
Die Verwertung des Knochens
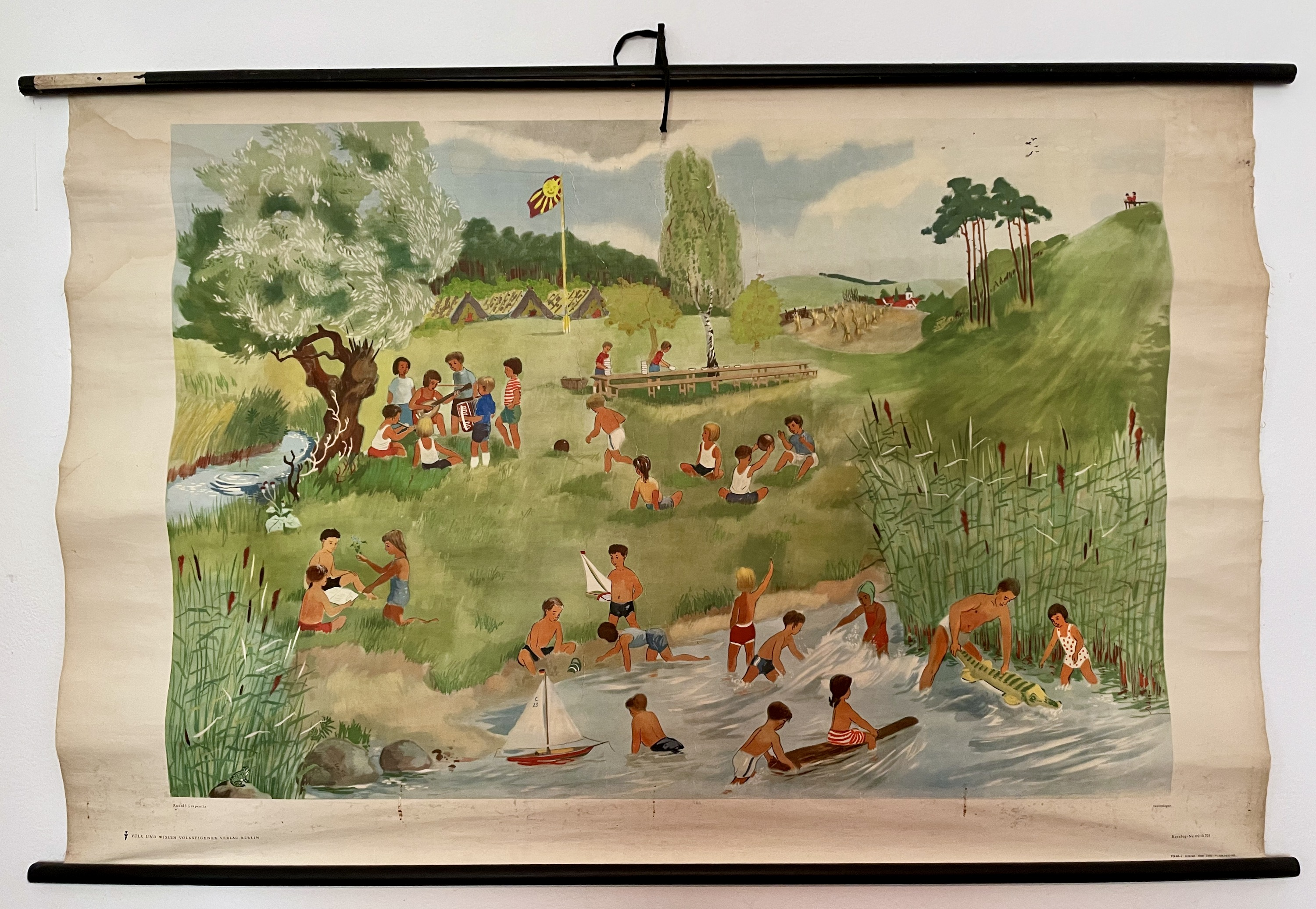
Ferienlager
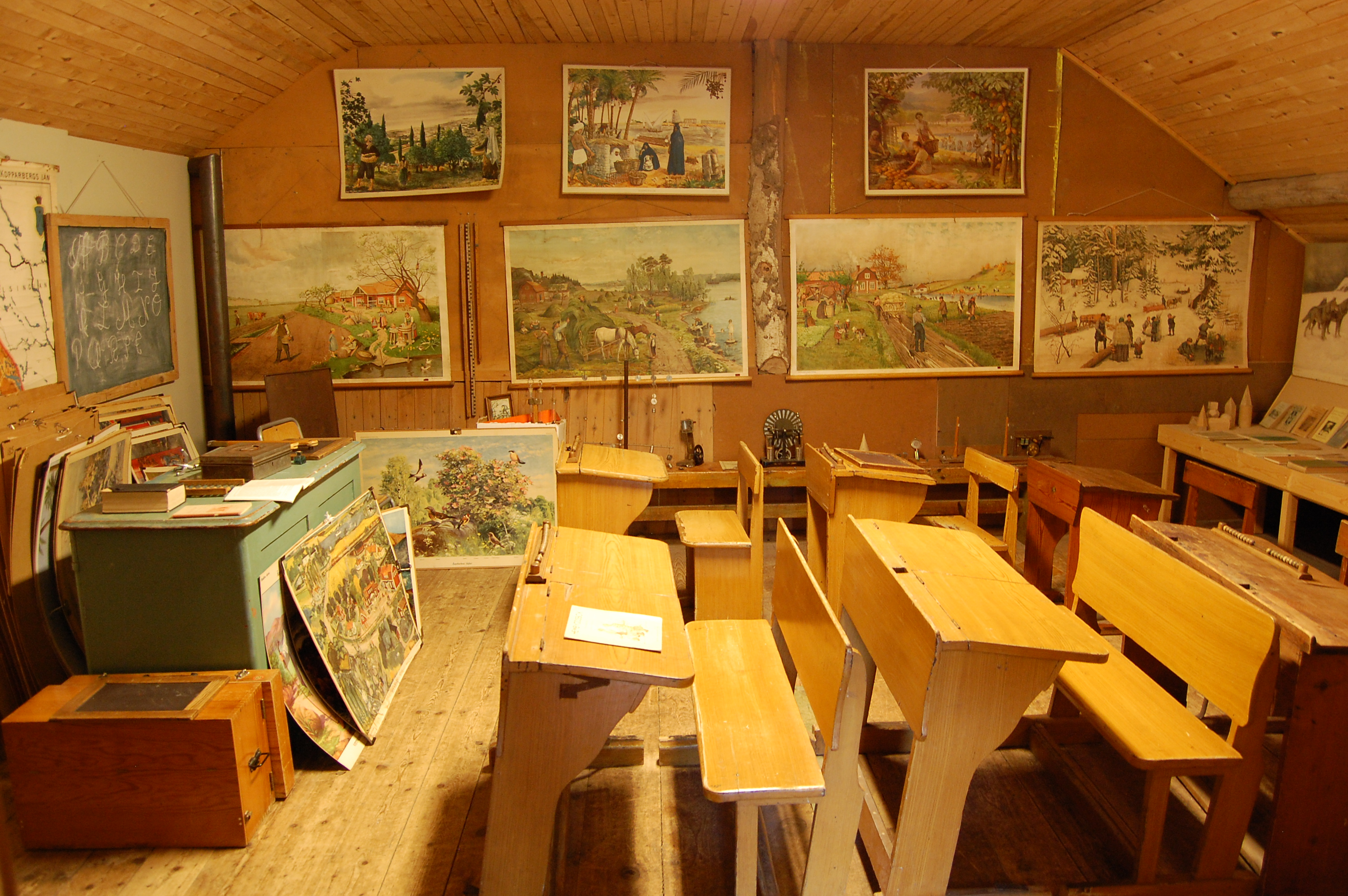
Serie von Schulwandbildern mit den Jahreszeiten in historischem Klassenzimmer

## Bedeutung für die Forschung
Schulwandbilder stellen auch Quellen für die erziehungswissenschaftliche sowie schul- und bildungsgeschichtlichen Forschung dar. Da Schuldwandbilder als didaktisches Lehr- und Anschauungsmittel einen bedeutenden Bestandteil des Unterrichts bildeten und diese in fast allen Unterrichtsfächern Verwendung fanden, können über die Auswertung dieses Materials Rückschlüsse auf Inhalte damaligen Unterrichts, Unterrichtsmethoden und Lehrziele gezogen werden. Darüber hinaus sind die historischen Unterrichtstafeln auch Zeugnisse des damaligen Zeitgeists und spiegeln die Erzeugung und Tradierung politischer Einstellungen wider. Da der Künstler bei der Herstellung und Konzeption der Bilder eine zentrale Funktion innehat, muss dieser bei der Analyse als entscheidende Größe berücksichtigt werden.